# Pistolet maszynowy PP-19 Bizon
PP-19 Bizon (ros. ПП-19 Бизон) – rosyjski pistolet maszynowy.

## Opis
PP-19 został skonstruowany we wczesnych latach 90. Broń wykorzystuje zmodyfikowaną (skróconą) komorę zamkową karabinu AKS-74 oraz przejęte z tej samej broni chwyt pistoletowy, mechanizm spustowy i kolbę. Z subkarabinka AKS-74U przejęto przyrządy celownicze. W związku z używaniem słabszej amunicji niż w AKS-74U zrezygnowano z użycia tłoka gazowego na rzecz swobodnego odrzutu zamka.
Broń jest zasilana ze ślimakowego magazynka mieszczącego 64 naboje 9 mm Makarowa, 57 nabojów 9 mm Parabellum lub 35 nabojów 7,62 mm TT. Przyrządy celownicze składają się z muszki i celownika przerzutowego. Kolba składana na lewą stronę broni.